# Pepo Clavet

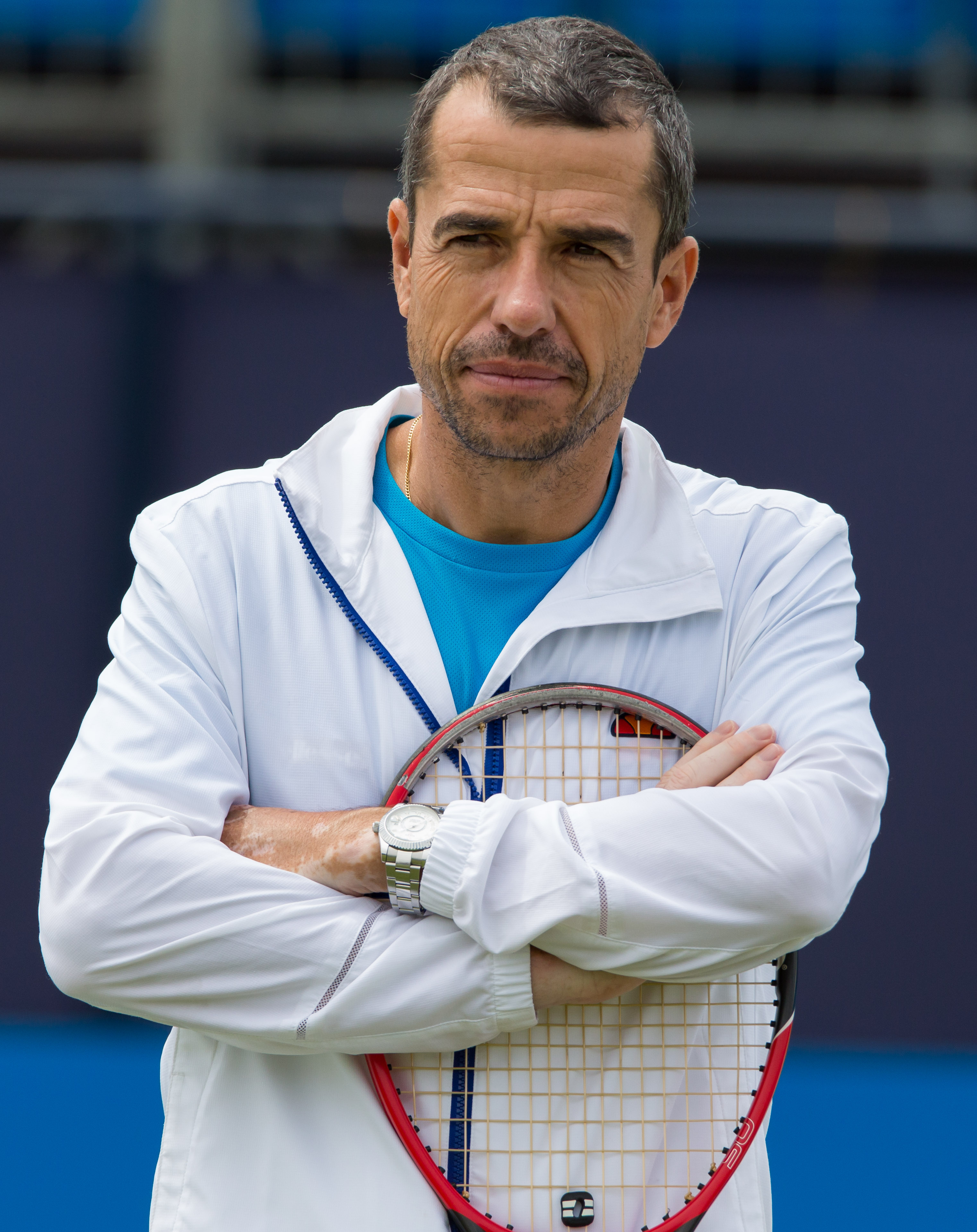
José Clavet

José Manuel "Pepo" Clavet (Madrid, España, 11 de septiembre de 1965) es un exjugador de tenis de España y entrenador de Feliciano López entre 2012 y 2019. Sólo jugó diecisiete partidos ATP durante su carrera profesional, pero después de su retiro del tenis profesional, se convirtió en un entrenador de tenis. Ha entrenado a su hermano Francisco Clavet, Pico Mónaco, Àlex Corretja, Fernando Verdasco, Tommy Robredo y a Feliciano López. Actualmente entrena al ruso Karén Jachánov.